# St. Petrus (Stederdorf)

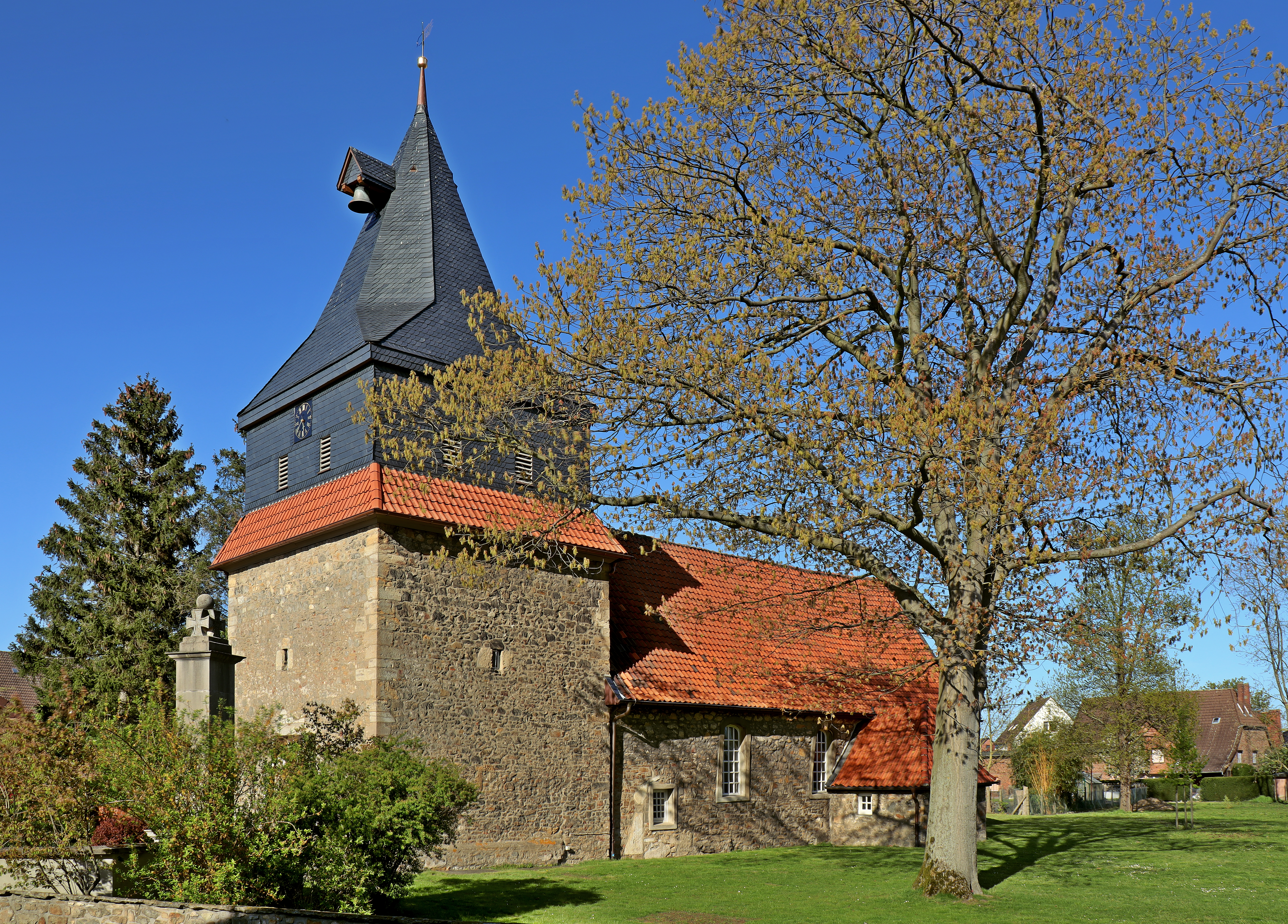
St. Petrus von Südwesten

Die evangelisch-lutherische, denkmalgeschützte Kirche St. Petrus steht in Stederdorf, einem Stadtteil von Peine im Landkreis Peine in Niedersachsen. Die Kirchengemeinde gehört zum Kirchenkreis Peine im Sprengel Hildesheim-Göttingen der Evangelisch-lutherischen Landeskirche Hannovers.

## Beschreibung
Die rechteckige Saalkirche geht auf einen turmlosen Vorgängerbau aus Bruchsteinen vom Ende des 12. bzw. Anfang des 13. Jahrhunderts zurück. Der Kirchturm im Westen, der mit der nördlichen Mauer des Kirchenschiffs fluchtet, stammt aus dem 14. Jahrhundert. Die Sakristei im Süden wurde 1698 angebaut. Zur gleichen Zeit wurden segmentbogige Fenster eingebrochen und der Turm durch ein verjüngtes Geschoss aus Holzfachwerk erhöht. Der Innenraum wurde wesentlich durch diesen Umbau geprägt. In den Ecken des Vestibül im Turm befinden sich Konsolen für ein nicht ausgeführtes Kreuzgewölbe. Der Durchgang zum Kirchenschiff wurde 1978/80 in die Mitte verlegt anstelle einer ehemaligen nach Norden verschobenen Spitzbogentür. Der Innenraum des Kirchenschiffs ist seit dem 17. Jahrhundert mit einem flachen hölzernen Tonnengewölbe überspannt. Die L-förmigen Emporen aus der Zeit des Barock wurden weitgehend erneuert. 
Das zweistöckige Altarretabel stammt vom Ende des 17. Jahrhunderts. Es wiederholt vereinfacht die Struktur des Altarretabels der Edemissener Martin-Luther-Kirche. Die Haupttafel zeigt den Ölberg, eingefasst von je drei gedrehten Säulen und einem sich verkröpfenden Gebälk. Darüber befindet sich in gleicher architektonischer Rahmung ein Kruzifix. In der Predella ist das Abendmahl dargestellt. Ein barocker Taufengel stammt aus dem 4. Viertel des 17., die Kanzel vom Anfang des 18. Jahrhunderts. Die Orgel mit 13 Registern, verteilt auf 2 Manuale und ein Pedal, wurde 1865 von Eduard Meyer gebaut.